# MinutePhysics

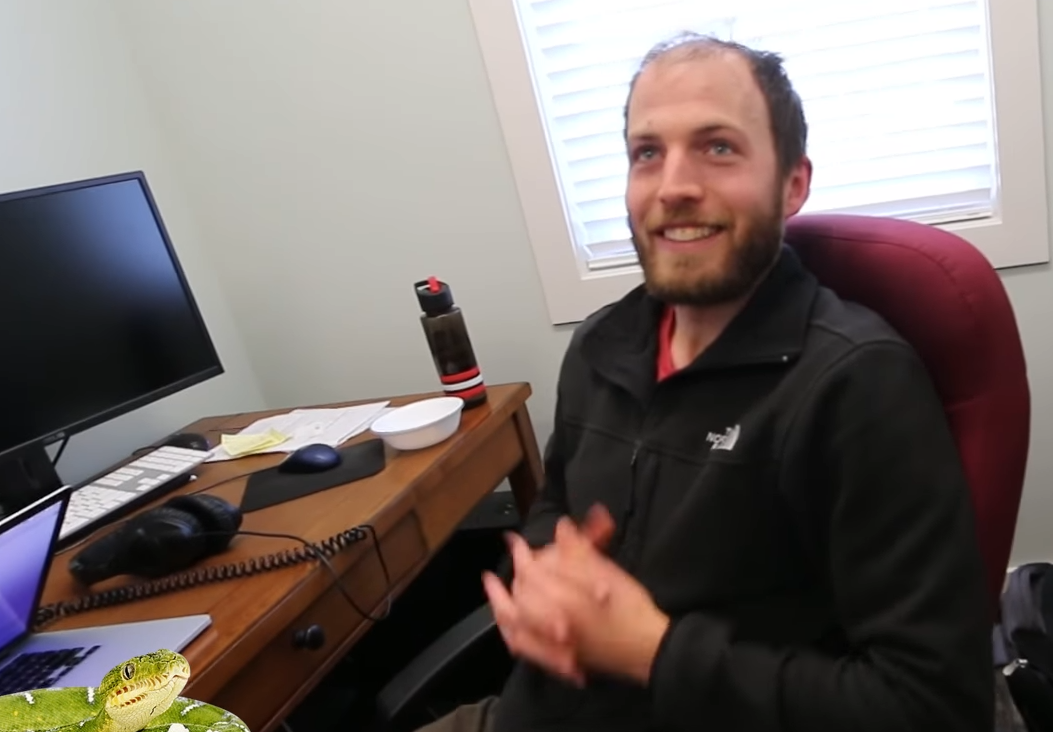
Henry Reich en su oficina en 2017

MinutePhysics (estilizado sin espacio) es un canal educativo de YouTube creado por Henry Reich. Se caracteriza por usar animaciones para explicar temas relacionados con la física en aproximadamente un minuto. A noviembre de 2023, el canal cuenta con más de 5.7 millones de suscriptores.
Los videos de MinutePhysics han sido presentados en PBS NewsHour, Huffington Post, NBC, y Gizmodo.

## Videos
El video más popular de MinutePhysics, con más de 10 millones de vistas, es uno que explica las consecuencias del encuentro entre una fuerza imparable con un objeto inmovible. Otro video popular muestra a Reich explicando por qué rosado no es en realidad un color. Reich también ha subido una serie de tres videos que explican el Bosón de Higgs.

### Colaboraciones
MinutePhysics ha colaborado con Vsauce, así como con el director del Instituto Perimeter de Física Teórica, Neil Turok. MinutePhysics también ha hecho dos videos narrados por Neil deGrasse Tyson. Además, MinutePhysics puede ser visto en YouTube EDU.

## Podcast
MinutePhysics también está disponible para descargar como un pódcast en iTunes.

## Versión en castellano
Desde febrero de 2013, existe una versión en castellano de los videos de MinutePhysics, en otro canal de YouTube llamado MinutoDeFísica. Estas traducciones son oficiales de MinutePhysics y son realizadas por Ever Salazar.

## MinuteEarth
En octubre de 2011, Reich comenzó un segundo canal titulado MinuteEarth, que presenta videos en un estilo similar al de MinutePhysics acerca de las propiedades físicas y de los fenómenos que componen y ocurren en la Tierra.